# Mimoclystia lichenarum
Mimoclystia lichenarum es una especie de polilla de la familia Geometridae. La especie fue descrita por primera vez por Claude Herbulot en 1966, con distribución en Madagascar. El holotipo de la especie fue descrita en los bosques del sector Ambatofitorahana en el distrito de Ambositra.
La coloración general del dorso del cuerpo de la polilla y sus alas anteriores son verde bronce.